# スペースインベーダー
『スペースインベーダー』（Space Invaders）は、株式会社タイトーが1978年6月16日に発表し、同年8月から稼働を開始したアーケード用固定画面シューティングゲーム。
本作は日本のアーケード史上最大のヒット作であり、タイトーによる純正品が約10万台、許諾先メーカーからのものが約10万台、許諾なしのコピー品が約30万台出荷されたと推定されており、ブームとなった1年半足らずの間に計50万台が日本中に出回った。
後に多くの家庭用ゲーム機や携帯電話アプリ向けにも移植された。また、シリーズ化され様々な作品が発売されている（#シリーズ一覧を参照）。
「スペースインベーダー」はタイトーの登録商標である。一方、タイトーの純正のスペースインベーダーを初めとする同社の後継製品、および他社製のコピー品、模倣品、類似商品などを広くひとまとめに総称する場合は「インベーダーゲーム」と呼ばれる。
2018年、発売から40周年を迎えた年に、タイトーは本作を発表会で初御披露目した6月16日を「スペースインベーダーの日」に制定、日本記念日協会に正式に認定された。

## 概要
本作は画面上方から迫り来るインベーダー（敵キャラクター）を、左右に移動できるビーム砲で撃ち、インベーダーを全滅させることを目的とするシューティングゲームである。時々、上空に敵母艦のUFOが出現し、これを撃ち落とすとボーナス点を獲得できる。

### 画期性、新規性
それまでのビデオゲームでは「シューティングゲーム」といっても、ただターゲットを狙って弾を撃つだけのいわゆる「的当て（まとあて）」ゲームであった。相手側からは攻撃してこないため、自分が何もしなくてもせいぜい点数が入らないというものであったのだが、それに対して本作は敵と対戦するような形のゲームであり、そこが画期的だった。また、それまでのアーケードゲームは想定プレイ時間が3分程度であり、開発者の西角友宏は本作でもそれを踏襲し、長くても10分程度を想定していたが、プレーヤーの上達および攻略法の発見により、想定した以上に長く遊べるものとなった。また難易度の設定に関しても西角の判断によって若者層が楽しめるような比較的難しい難度設定が採用された。

### 大ヒットと社会現象化
本作は登場した当時大ヒットし、数々の社会現象を生み、テレビゲームを象徴する存在ともなった。昭和時代や戦後の通俗文化史を解説する書籍などで、特筆すべきこととして語られることが多い。たとえばインベーダーゲームばかりを設置した「インベーダーハウス」と呼ばれるゲームセンターが全国各地で次々と開店し、若者らが本作をプレイしようと順番待ちの行列を作ったことや、喫茶店やスナックのオーナーらがこぞって店内のテーブルの多くを本作のテーブル型筐体に置き換え、客も本作をプレイすることに熱中したことなどである。

### 後続のシューティングゲーム群の始祖
敵弾を回避しつつ敵を撃つ、というゲームシステムには他社も着目し、ナムコの『ギャラクシアン』などに受け継がれ、後に日本で数多く登場したシューティングゲームの始祖のひとつとされる。
当時はまだゲーム業界でも著作権という概念が今ほどには根付いておらず、第一印象が「よく似た」ゲームが複数のゲーム会社から同時多発的に登場することがしばしば起きた。とりわけ本作はあまりにも記録的な大ヒットをしたため、中身はほぼ同じでせいぜいタイトルを少し変えた程度のコピーゲームが氾濫した（詳細は#亜流「インベーダーゲーム」及びその関連の節を参照）。なお、本作のコピーゲームを制作した会社の中には、後に家庭用ゲーム機向けコンシューマーゲームのソフトハウスとなり、世界的に有名になった会社も少なくない。

## オリジナル品・ライセンス品および各バージョン詳細

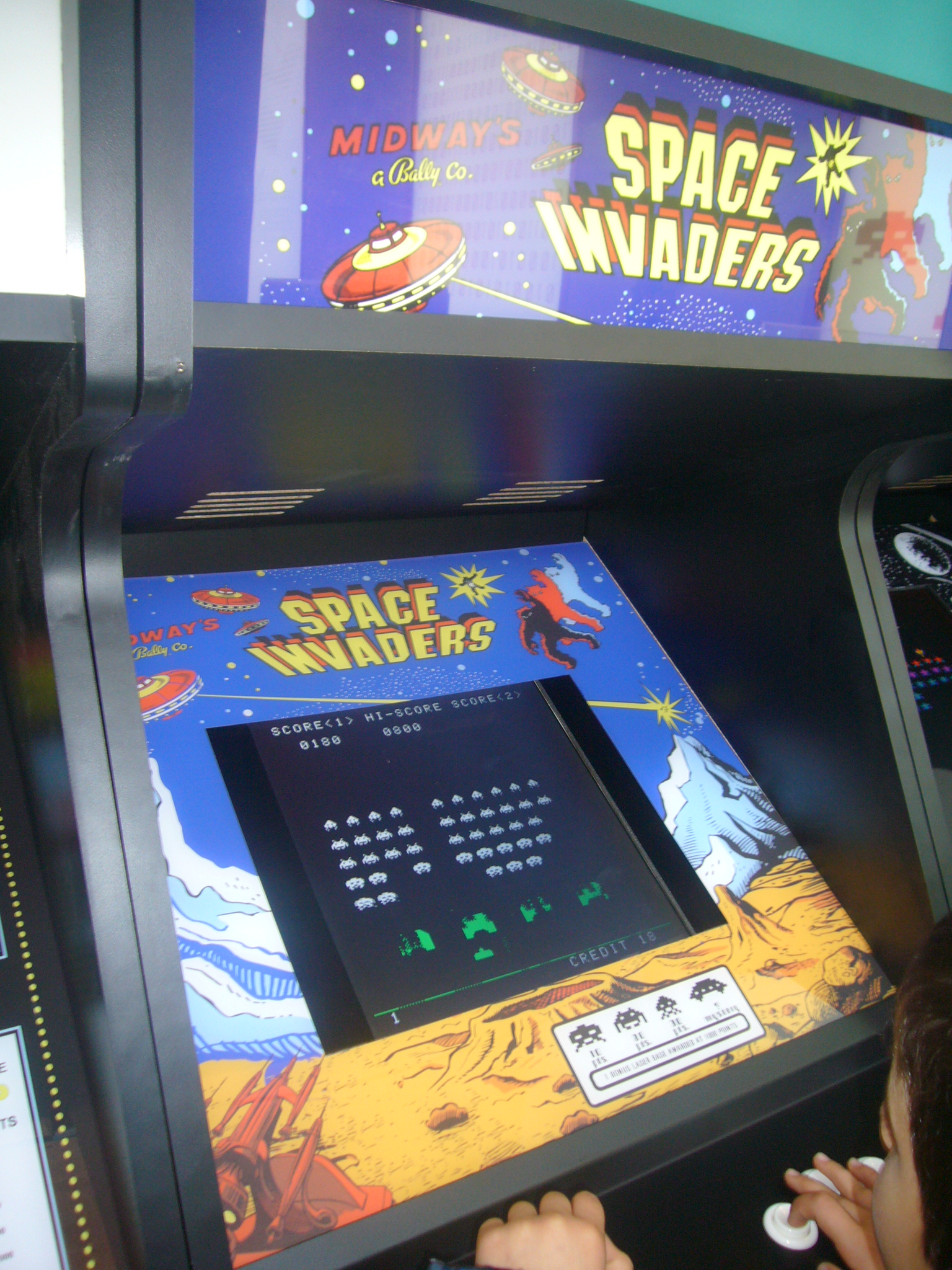
スペースインベーダー。アップライトタイプ。

### オリジナル
- スペースインベーダー (アップライトタイプ)
  - 1978年8月中旬発売[3]。定価59万円。
  - 実際のゲーム画面と月面のイラストをハーフミラー（マジックミラー）で合成させたもの。L型に配置された2枚基板構成。
  - 筐体にはゲーム中に登場しない「モンスター」が描かれている[10]
  - コントロールパネルが左右移動＋発射の3ボタン仕様。後述のT.T.スペースインベーダー発売後、2方向ジョイスティック＋発射ボタン仕様に改められた。このため、両者でイラストの寸法に若干違いがある。
  - アップライトタイプはほとんどが白黒だったが、直接カラー画面をはめ込んだ筐体も少数作られ、コントロールパネルが朱色になっている特徴がある。現在もタイトーで保管されているこの個体は、1P2P選択ボタンが、本来白なのを赤で修理した点が特徴。
  - コピーゲーム対策として、1P・2P・発射・左移動・右移動の5つのボタンを全て押すと、メッセージが表示される。その方法は開発者自身も忘れていたものの、2018年にフランスのハッカーにより再発見された。
- T.T.スペースインベーダー(テーブルタイプ・モノクロ版)
  - 1978年9月中旬発売[11]。定価46万円。
  - アップライトタイプのものをテーブル筐体に収め、2方向ジョイスティック＋発射ボタン仕様に改めたもの。3枚の基板を折りたたんだ構成。
  - スコア表示が4桁表示の初期版と、スコアが9990点を超えて再び1500点に到達すると再度砲台が増えてしまうことに対策をほどこし5桁表示となった後期版が存在する。
  - 後述のカラー版発売後も併売された。
- T.T.スペースインベーダー・カラー (テーブルタイプ・カラー版)
  - 1978年12月発売[12]。定価58万円。
  - 上記T.T.スペースインベーダーをカラーTVモニター仕様に改めたもの。画面もカラー表示となった。3枚の基板を折りたたんだ構成。
- スペースインベーダーM (アップライトタイプ)
  - 1978年12月発売[12]。定価64万円。
  - 米国ミッドウェイ社製造のスペースインベーダー筐体の逆輸入版。キャビネットのデザインが国内版と異なる。日本国内の需要急増に合わせて輸入販売された。L型に配置された2枚基板構成。
  - 白っぽい色のアップライト筐体が特徴。アメリカでも5万台をこえるヒット作となった。
  - なおコンピュータゲーム黎明期に活躍した技術者のデイブ・ナッチングによると、ミッドウェイ社のIntel 8080搭載基板をタイトーがコピーしたため、和解条件としてミッドウェイが『スペースインベーダー』等のゲームのライセンスを受けたのだという[13]。

### 正規ライセンス版
約30万台と言われる売上を記録したことでタイトー自体の生産が追いつかなかった。そのため国内では以下の5社が許諾を得て生産していた。なお、当時の業界では違法コピーに対し、契約金などの条件を付け、後付けで許諾するというケースもあった。
- スペースインベーダー（新日本企画）[15]
  - インストレーションカードの社名表示のみ異なり、筐体も2Pボタンが緑色と異なる以外は全て同じであることが特徴。
- スペースインベーダー（サミー工業）[15]
  - 当時はライセンス生産のみを行い、コピーゲームを含む自社開発をすることはなかった。
- スペースインベーダー（LOGITEC）[15]
  - タイトーと同じだが筐体のデザインが異なり、点数表示が6桁のものもある。
- スペクター（ジャトレ）[15]
  - 難易度の切り替えが可能で、Bはタイトーと同じ、Aは敵のミサイルが増える。また基板は3枚でなく2枚に収められている。
- IPMインベーダー（IPM）[15]
  - カラー版[16]。オリジナルとハードウェア構成が異なり、キャラそれぞれに固有の色がある[16]、動きもなめらか等の特徴を持つ。
  - 続編としてUFOが敵を補充したり、面クリアするとコーヒーブレークタイムがある『カプセルインベーダー』を出している[9]。

## ゲーム内容
画面の中央やや上方に、縦5段 横11列の、計55のインベーダーが現れる。
インベーダーは隊列状態でまとまって横移動しながら、端にたどり着く度に一段下がり、下がり終えると進行方向を逆方向に変えて再び移動しはじめる。これを繰り返すことによって、段々と下に降りてくる。インベーダーが画面最下部のプレイヤーの位置まで降りてきたら、自陣が占領されたことになり、残機があってもゲームオーバーとなるために、それまでにインベーダーを全滅させなければならない。
自陣に関しては、ビーム砲（自機）が一門、画面の下段に表示される。ビーム砲は左右にしか動けず、弾を撃つ場合でも1発限定で、しかも自分が撃った飛翔中の弾がどこかに着弾するまでは、次の弾が撃てない。ビーム砲の上にはいくつかトーチカ（防御壁のようなもの）があり、ビーム砲を敵の攻撃から護る役割を最初は果たしているが、トーチカはインベーダーからの攻撃を受けた場合も、またビーム砲がトーチカ下方からビームを撃った場合も、少しずつ破損してゆき、さらには降りてきたインベーダーが触れることでも削られてしまう。プレーヤは、トーチカの下に入ってインベーダーからの攻撃を避けたり、そこから出てインベーダーを攻撃する。なお、画面がスクロールすることはなく、インベーダーやビーム砲が画面からはみ出すことなどもない。
インベーダーを撃墜した際の得点は一番上の段が30点、その下の2段が20点、その下の2段が10点である。画面最上段にはUFOが通過するゾーンがある（UFOの得点参照）。逆に敵インベーダーからの攻撃でビーム砲が被弾した場合、ミスとなりビーム砲を1門失う。
インベーダーは撃墜され数が減るにつれ、徐々に移動速度が速くなっていく。インベーダーが最下段まで降りてしまうと、占領されたということでビーム砲は破壊されてしまい、ゲーム終了となり「GAME OVER」の文字が表示される。
インベーダーが最下段に降りる前に画面内のインベーダーを全滅させると、ゲームは続行され、前の面よりも一段下にインベーダーの軍団が配置される。面が進むにつれ難度が上がるようになっているが、9面目をクリアした時は、一旦は2面目の位置に戻りそこから再び面ごとに下がり、以降8面ごとの繰り返しになる。なお開発者の西角は開発段階で、一定の面数をクリアした後、インベーダーの位置が戻るかどうかのテストプレイをしておらず、実際に位置が戻る場面を見るまでは、途中でゲーム進行不能になることを危惧していた。

### 裏ワザ・バグなど
プレーヤーが上達するにつれて長時間プレイが可能になり、そのうちに高得点を目指すプレーヤーによって攻略が進められた。その結果、攻略の元祖とも呼ばれる「名古屋撃ち」が生まれ、バグの一種である「レインボー」が発見された。開発者の西角は「名古屋撃ち」という攻略法があることを知った当時「ショックだった」と語っている。
「名古屋撃ち」の名称の出自ははっきりせず、別名として「モグラ撃ち」「寝技」「横浜撃ち」「原宿撃ち」「神戸撃ち」「フェイス・トゥ・フェイス」のほか、当時慶応義塾大学の学生で「インベーダー名人」と呼ばれた、生命科学者の冨田勝は「300点UFO」と呼んでいたと証言している。その後名称は、1979年6月に日本国内初のゲーム攻略本『インベーダー攻略法―これであなたも10000点プレイヤー』（ヘラルド出版）の発売を契機に統一されたとされる。

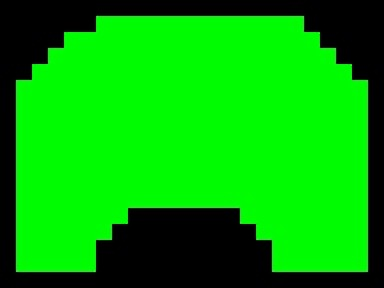
トーチカ

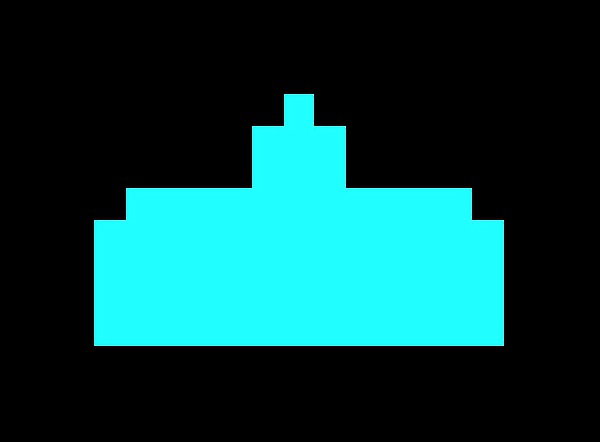
ビーム砲

### キャラクター
以下、画面内の上下順に解説する。
UFO
時々出現するUFO。倒すと得点がもらえる。

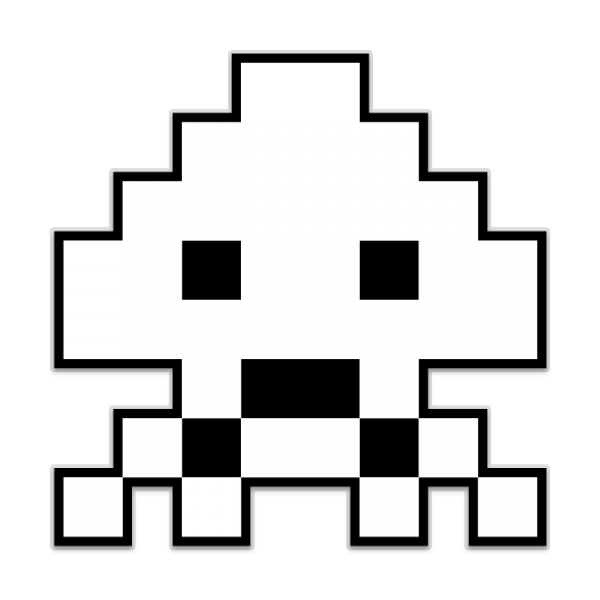
SQUID
イカ（Squid）型のインベーダー。
CRAB
カニ（Crab）型のインベーダー。2008年より『バブルボブル』のバブルンに代わって、タイトーの公式キャラクターとなっている。
OCTOPUS
タコ（Octopus）型のインベーダー。タイトーステーション溝の口店内にある「MEGARAGE」では看板キャラクターとして採用されている。
TORCHKA
CANNONをインベーダーの攻撃から守る陣地（トーチカ）。ただし、攻撃が当たるほど削られ消滅していく。
CANNON
インベーダーを攻撃するビーム砲。

## 開発
開発者は太東貿易（現・タイトー）の子会社、パシフィック工業の社員だった西角友宏。西角は同社の『スピードレース』（1974年）や『ウエスタンガン』（1975年）の制作を手掛けており、『ウエスタンガン』のライセンス許諾版であるセガの『ガンファイト』に、CPU付きの基板が使用されていたことに着目し、将来的にゲームはプログラムによって制作される様になると予測。独学で本作のプログラムを手掛けることとなった。結果として本作は「日本において初めてCPUを使用したゲーム」となった。

### ゲームコンセプト、着想
「敵の集団」という発想は『ブロックくずし』を元にした、と西角本人が説明している。開発当時、アタリ社の『ブレイクアウト』を日本に持ってきた『ブロックくずし』が、ゲームセンターや喫茶店などで人気を博していた。そこでタイトーではブロックくずしに続くゲームの開発を指示し、その内の一機種が『ズンズンブロック』と、この『スペースインベーダー』であった。西角は、自身がシューティングゲーム好きであったことが発案の背景で、さらに「『ブレイクアウト』を超えるゲームを作れるか」と上司に尋ねられて奮起した、と回想している。
西角はブロックくずしを分析した結果、その目的は「ブロック全てを消した時の満足感」にあると考え、この満足感を大切にして開発することにした。ただし、同じ内容では超えられないため、互いに攻撃しあい、相手からも撃ってくることを思いついた。

### キャラクターのデザイン
開発初期段階では「戦車」や「飛行機」等をキャラクターとして設定する予定だったが、当時の技術ではそのスムーズな動きが難しいという理由で断念した。次いで「人間」をキャラクターとして設定したところ、滑らかな動きを実現できたが、今度は社内から「ゲームとはいえ人を撃つことは良くない」という声が挙がったほか、当時のタイトー社長も戦争もののゲームを嫌がっていたため、この案も見送られた。そこで、当時1作目がアメリカで公開され大人気となった映画『スター・ウォーズ』をヒントにした「宇宙人」にすることを提案し、インベーダーのキャラクターになった。
インベーダーのキャラクターデザインは、H・G・ウェルズの小説『宇宙戦争』の挿絵をヒントに西角がイメージ画を描き起こし、これを元に西角自身がドット絵を作成した。イメージ画のモチーフは、タコ（10点）、カニ（20点）、イカ（30点）となっている。後にそれぞれ正式名称としてそのままOCTOPUS、CRAB、SQUIDと名付けられている（なお、なかでもCRABは『スペースインベーダー』のみならず、タイトーを代表するマスコットキャラクターに位置付けられ、またさまざまな媒体でも引用されている）。
西角はデザインのためにブラウン管をペン状のデバイス（ライトペン）で直接描画し、それをデータとして利用できるシステムを発明した。西角曰く「自分の作業をしやすくするための道具として作っただけ」という理由で、特許などは取得しなかった。

### 基板設計とソフトウェア開発
西角はアタリ製『ポン』の見本機に触れて、コンピューターゲームの仕組みを学んだ。後に『スペースインベーダー』となる構想中のゲームの制御には、通常の集積回路（IC）では限界があると考えた西角はマイクロプロセッサを利用しようとしたが、当時は軍用が主で、民生用は日本国内にほとんどなかった。このためインテルの講習会に出席したり、英書を読んだり、ミッドウェイ製ゲーム機に搭載されていたCPUを解析したりしてプログラムを調べた。パーソナルコンピュータがない時代であったため、入力装置を自作した。

### サウンド開発
西角はサウンド作業については苦手だったため、サウンドのみは『ブルーシャーク』を担当していた亀井道行が担当した。インベーダーが動く音はなかなか適した音が決まらず、最後は心臓の鼓動音と、当時話題となった動物パニック映画『ジョーズ』のテーマソングの「ジャンジャンジャンジャン…」という響きを参考にした（宝島社『「ゲーセン」最強読本』西角のインタビューより）。本来は二拍子だったものが、現在知られるような四拍子にされたとされる。一方、被弾音は少しかわいくしたいという亀井の考えから、『ブルーシャーク』のタコの出現音を遅くしたものが用いられた。当初はシングルコーンの安いスピーカーを用いていたが、移動音の音圧によって壊れてしまったため、すぐさま保守要員総出で出荷済みの分を溝の大きいダブルコーンに差し替えられた。
移動音については変更後も社内評価は変わらず酷評されていたが、結果的には四拍子だからこそのヒットとさえ評価されている。なおコピーゲームには、二拍子の物もある。

### バグ修正、製品名の修正、ゲームバランス調整
販売可能な品質に仕上がったのは、実際の販売日よりずっと早かったと言われる。しかし初期バージョンの社内評価は芳しくなく、途中で面クリアできなくなるといったバグも残っていたため、（販売予定日前の）2ヶ月ほどかけて修正を行い、その際のバランス調整によって、ゲーム性が大きく向上した。
開発段階ではもともと、当時大人気のピンク・レディーがリリースしたシングル「モンスター」（1978年）の影響を受け、『ギャラクシーモンスター』または『スペースモンスター』というタイトルで呼ばれていたが、手直しの際に海外発売を視野に入れることを理由とした上層部命令により、発売二ヶ月前に田島一成により、他にも多数存在したタイトル候補から、『スペースインベーダー』に変更された。西角はこのタイトル変更によって、「ゲームへの愛着がなくなった」、とコメントした。
敵が攻撃してくるという内容は、営業部門を中心とする熟年社員には難しく「敵が攻撃しないように改造しろ」という命令も出た。一方で開発部門を中心とする若い社員には好評であり、西角は改造を拒否した（『新・電子立国』4、『未来創造堂』で西角が証言）。コンピューター側が敵として攻撃してくるゲームは当時まだ珍しく、業者向けの内覧会でも、操作に慣れないうちに全滅してしまうと芳しくない評価であった。
当時の社内評価では、同時に発売される『ブルーシャーク』の方が、従来と同じシステムのゲームとして人気が高く、『スペースインベーダー』は「難しくて一般受けしない」という評価であった。社内的には『ブルーシャーク』を積極的に営業展開し、『スペースインベーダー』の方は当初はタイトー直営のゲームセンターにしか置かれず、「置いておけば、投資した分が回収できるか」といった程度にしか期待されていなかった。ところがいざ蓋を開けてみると、本作のゲームバランスが高校生・大学生や若いサラリーマンを中心に大いに受けた。各地から本作の発注が殺到、タイトーは急遽、営業方針を切り替えた。

## ヒットと社会現象
インカムは1日で2万円から3万円に及び、筐体価格の46万円がすぐに回収できるため、タイトーに注文が殺到した。生産が追い付かなくなったことから、日本で初めてライセンス許諾を他メーカーに与えた。
大ヒットしたことで「インベーダーハウス」と呼ばれる、本作の筺体を並べた施設が日本全国各地に乱立した。またこうしたゲーム施設だけでなく飲食店などにも設置された。喫茶店の中にはテーブルを本作のテーブル筐体に置き換えたところもあり、このような店は「ゲーム喫茶」や「インベーダー喫茶」と呼ばれた。
これら大人が出入りする場所だけでなく、駄菓子屋や、中・高生などが下校時に立ち寄るような、パン・などを販売している店のオーナーたちの間でも、ブームに便乗して副収入を得ようと思う者が続出、またコピーゲームを作るメーカーからも駄菓子屋などへ積極的に売り込みが行われ、本作およびコピー品が設置された。コピーゲームでは50円から10円と安く設定されていることが多かった。『インヴィンシブルコレクション』のプロデューサー・外山雄一はこれらのコピー品が出回った背景について、あまりの人気でタイトーによる生産が追い付かなくて入手できず、コピー品を設置せざるを得なかったようだと西角との対談の中で語っている。
1979年2月19日にNHKで放送された『スタジオ102』内のコーナー「過熱！！テレビ・ゲーム業界」では熱狂的ブームとなっている原因が取り上げられたほか、同年3月4日にTBSで放送された『話題の演出者』では「卓上大戦争!! インベーダー異常発生」と題して、アイ・ジョージや太田裕美などの芸能人の熱中ぶりが伝えられた。
こうして国民が一丸となってインベーダーゲームに金を使うようになったことで、その軍資金となる100円玉が枯渇し、日本銀行は急遽月の3倍にあたる66億円もの100円玉を市中に流した。
またパチンコ業界は全国的に客の入りが悪くなり、1979年におけるパチンコホール軒数は9,961店舗と1万軒を割り込んだ。パチンコ台メーカーは苦肉の策で「電役」の導入といったコンピュータ化に乗り出したものの人気は得られず、この状況は1980年の『フィーバー』の登場まで続いた。
以下は当時のタイトー社員の体験談など。
- 販売当初の価格は最盛期には数百万円に跳ね上がっても売れていったという[要出典]。
- タイトー本社は当時、東京の平河町（砂防会館の真前）にあり、永田町と近隣であった。そのため、『スペースインベーダー』の納入を切望する業者から依頼された国会議員が、「5000万円で売れ!」などとお忍びで談判に来た、というエピソードもあった[45]。
- 当時タイトー新入社員のボーナスが100万円だったという都市伝説があるが、当時はゲーム開発者への報奨金は確立されておらず、開発者の西角は社長賞として約10万円を表彰台で貰っただけだったという[46]。
- 集金袋を回収するのにライトバンでは間に合わず、4トントラックで回収を行っていた。しかしその4トントラックですら板バネサスペンションが100円玉の重みに耐えきれずに曲がる事故が頻発していた。

アーケードゲーム業界紙「ゲームマシン」第113号に掲載によると、ヨーロッパにおいても『スペースインベーダー』の爆発的なブームが起きており、さっそくアーケードゲームの見本市第35回アミューズメント・トレーズ・エキシビジョンにおいてもコピー基板が展示されていると報じられていた。

### 社会問題化およびブームの終焉
全国的な人気の中、1979年3月2日の衆議院予算委員会にて、日本社会党の野口幸一が「授業時間であるのに高校生がゲームに熱中している」ことを指摘すると、国家公安委員会委員長の渋谷直蔵が「青少年の非行に結びついたりしないよう適当な措置を検討する」と答弁したが、少年による偽造硬貨の使用や盗難などの犯罪行為が発生していることを受けて、各地で論議が始まった。結果1979年4月から6月にかけて、多くの学校でゲームセンターへの入場禁止の通達を出す措置が講じられた。
同年6月2日には当時のアミューズメント業界による業界団体「全日本遊園協会（JAA）」が「自粛宣言」を発表し、ポスターを作成・配布した。これは、あくまで未成年者には深夜に遊ばせないなど、常識的な範疇における自主規制であったが、世間へ業者による自粛という印象を与える結果となった。これに応じてイトーヨーカドーや西友、ダイエーなどの大手スーパーは店内に設置していた筐体の撤去を始めた。
同年6月8日には、3月の衆議院予算委員会での議論を受けて、国会の文教委員会が新宿歌舞伎町へ視察へ赴き、委員の扇千景は、ゲームを子供から取り上げるのには否定的で、非行は家庭教育の問題ではないかと指摘したが、同年6月11日に、警察庁はゲーム代欲しさに恐喝や強盗などを働く少年非行が増加していること、違法と知りながら景品を出す業者などが目に余るとして、ゲーム機がある場所での補導強化、悪質業者の摘発などを都道府県警に通達した。この通達と前後して、ゲームの得点によって景品を提供したとして風営法違反で各地で摘発が相次いだ。
同年7月1日時点で、全国7万店に28万台のTVゲーム機がある中、インベーダー形式のゲームが23万台、全体の81%を占めていた。7万店の内訳は喫茶店が66.4%、喫茶店以外の飲食店が21.8%、遊技場・ゲームセンターは11.8%であり、中には暴力団が営業に関与する店が1.7%、少年のたまり場となっている店が7.1%あった。
マスコミなども加熱するブームに対して警鐘を鳴らす論調となり、ゲームに対するイメージの低下やゲームセンターが不良少年のたまり場となったことが報道されるようになった。当時専修大学の講師であった梶原勝美は同年8月1日に記し、『ゲームマシン』126号に寄稿した文章の中で、インベーダーブームは既に下火になっており、盛況していたインベーダーハウスは空席が目立っている点を伝えている。その原因の一端として、梶原は筐体の供給量が増えて誰でも「名古屋撃ち」等を利用して高得点を上げられるようになったことで、遊ぶ人間の心理的優越感が薄れ、自己確認や自己表現としての意味を失ったためと論じている。
こうしてブームは急速に縮小し、各メーカーは大量の在庫を抱える事となった。またタイトーの製造許諾を得ていない業者や電気用品取締法による事業者として登録されていない業者などが倒産した。
なおブームの影響で、娯楽施設利用税が課されているパチンコ業界において、TVゲームにも法規制が必要とする案が1979年2月16日に全国遊技業協同組合の北陸3県の理事から、同組合宛てに提出された。自治省は同税を課すべく、実態調査を各地方自治体を通じて進めていたが、ブームの沈静化や徴税事務の煩雑さによる経費を考慮し、財源としてのメリットが少ないと判断されて導入は見送られた。

### ブーム終焉後
アーケードゲームとしてのインベーダーゲームブームは去った一方、おもちゃ会社の間で「家庭で楽しめる『インベーダーゲーム』」を作ろうという動きが出てきた。
このうちバンダイは1979年6月の玩具見本市で「TV JACK アドオン5000」用ソフトとしてインベーダーゲームを発表したが、諸事情によりお蔵入りとなった。その後、同社は「TV JACK スーパービジョン8000」を発売した際、専用ソフト「ミサイルベーダー」を同梱するも、今度は59800円という高い価格故に売れ行きは今一つだった。
一方、任天堂は自社のインベーダーゲーム基板を再構築した家庭用ゲーム機を投入しようとしていた。こちらは専用ディスプレイがついていて本体価格は60000円前後になると見られていたが、試作のみに終わった。
他方、当時アメリカ合衆国のカリフォルニア大学バークレー校の学生だった孫正義は、日本でのブームが過ぎた頃、日本で余剰となったゲーム機をアメリカに持ち込んで現地のレストラン等にリースするビジネスを始めた。孫が持ち込んだゲーム機は合計350台、半年間で1億円を超える儲けを得た。

## 記念企画
- 2003年7月 - スケッチ・ショウやケン・イシイなど著名テクノDJが参加、25周年記念スペシャルCD『スペースインベーダー大作戦』が発売。プロモーションビデオの一部には、一匹のインベーダーの人生とその家族、そして戦争に巻き込まれて死んでいくという反戦的なメッセージ性の強い作品も含まれている。
- 2003年8月9日10日 - 東京、渋谷で25周年記念イベントが開催された。会場となった渋谷109前のイベント広場では、PlayStation 2用ソフト「スペースインベーダー アニーバーサリー」の体験コーナーが設置されたほか、ラジオの公開放送やゲーム大会なども実施。ゲーム大会の様子は渋谷駅前の大型ビジョンで中継されたり、渋谷センター街に「スペースインベーダー」のフラッグが飾られるなど、道行く人の注目を集めていた。[68]
- 2008年4月 -  Yahoo! JAPANにページ上で発売30周年特別企画を展開した。1日はエイプリルフールのネタとして登場し、トップページを宇宙人たちが襲撃したのち、ブラウザ上で『スペースインベーダー』体験版（1ステージのみ、残機1）で遊ぶことができる。
- 2008年 - 同じく30周年記念にアニメーションPVを制作。小さな人間の少女（声：不明）が『スペースインベーダー』のインベーダーとの心の交流を描く。BGMは菅原弘明が担当。
- 2017年3月、サントリー食品インターナショナル（サントリーフーズ）が販売する機能系緑茶飲料『伊右衛門 特茶』のTVCM（「分解インベーダー」篇）において、同ゲームの実際の効果音が使用された[69]。
- 2018年1月12日 - 1月31日、40周年記念として、六本木ヒルズ展望台東京シティビューにて『PLAY! スペースインベーダー展』を開催。会場にはプロジェクションマッピングによる大画面で10人まで同時プレイできる『スペースインベーダーギガマックス』や、体感型インベーダーゲーム『バハムートディスコ feat. スペースインベーダー』『ノボリンベーダー』『アルキンベーダー』を設置[70][71][72]。
- 8月9日 - 上記40周年一環として、大阪市に期間限定店舗「スペースインベーダールーム」が開設された[73][74]。

## シリーズ一覧

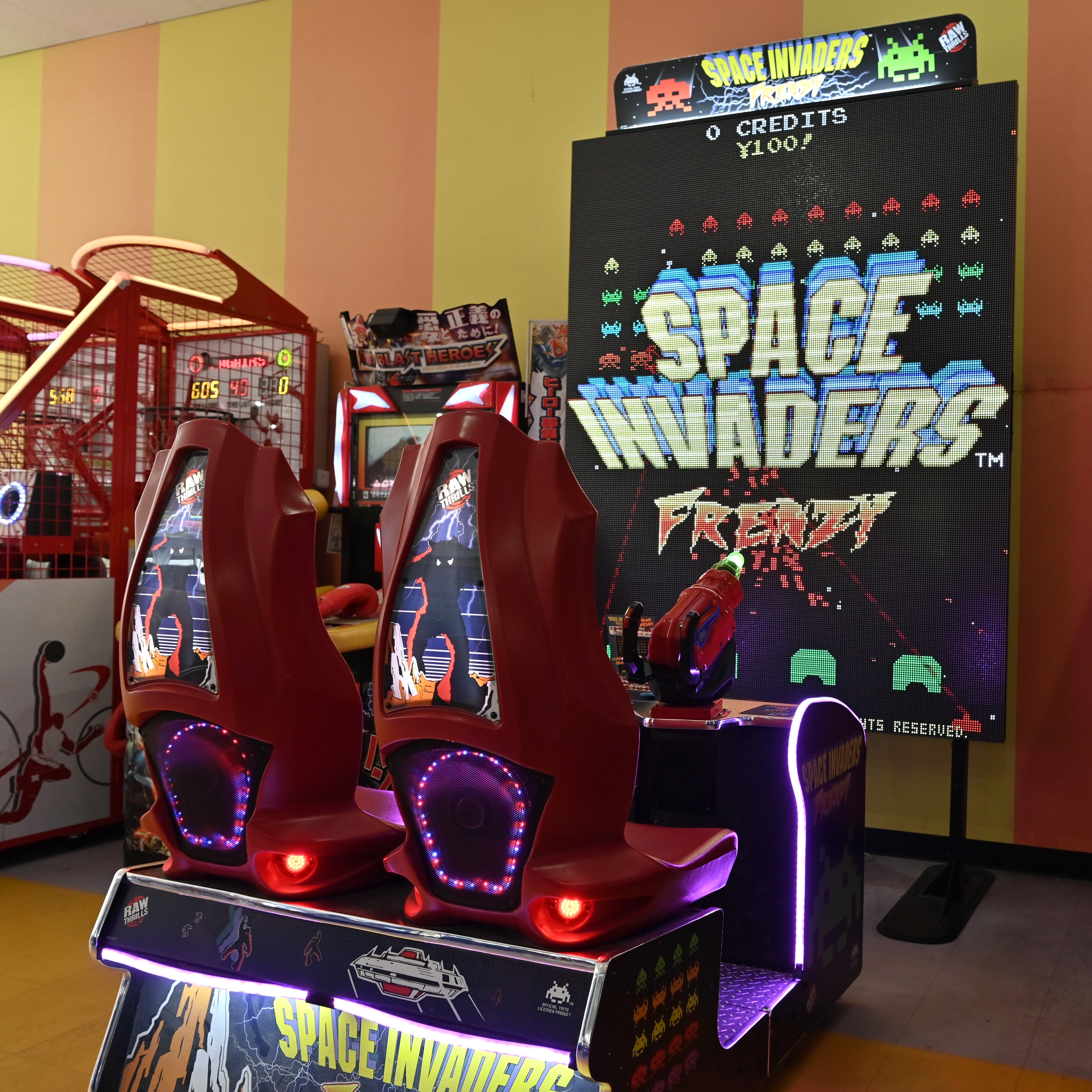
SPACE INVADERS FRENZYの筐体（タイトー公式ライセンス製品）

タイトーからアーケードゲームとして発売された、正式な『スペースインベーダー』のシリーズは以下の作品である。タイトル横の記述はリリース年。その横に☆印が付いている作品は、後述する『スペースインベーダー インヴィンシブルコレクション』に移植版が収録されている（別版にのみ収録されている作品については付記形式で言及）。
スペースインベーダー （1978年）☆
もっとも最初の作品（『インヴィンシブルコレクション』には「オリジナルバージョン」および「カラーバージョン」と副記された2バージョンが収録）。
スペースインベーダーパートII （1979年）☆
アップライト型で定価は70万円
分裂インベーダーやUFOがインベーダーを補充するなど多数の変化を加えた。またレインボーに成功すると“レインボーボーナス”として500点が入った。その日の1位のプレイヤーの名前と得点だけを登録する機能（ネームエントリー）も用意された。
電源投入時のハイスコアは5000点。インベーダー1匹10〜30点、最大のボーナス点でも500点（点滅UFOとレインボーボーナス）。しかしながら、『インベーダー』ブームは既に退潮になっており、ドットイート系や『ギャラクシアン』といった後続ゲームへと変化していた。
開発は西角とその後輩・羽鳥鉄之助が担当した。インベーダーの分裂は前作と差をつけるために導入された。西角は2019年のインタビューの中で、4面ではなく、2面あたりからインベーダーを分裂させるべきだったと振り返っており、おそらく営業から前作の雰囲気を壊すなと言われたのかもしれないと語っている。また、前作における「レインボー」はバグなので西角としては除去すべきだと考えていたが、営業担当者からの注文で、仕様として導入された。また、西角自身は名古屋撃ちもできないようにしたかったが、営業からは残してくれと頼まれた。なお、インタビューアーのこうべみせから一部の仕様が名古屋撃ち対策かと尋ねられた際、西角はそのつもりはないとしつつも、言われてみればそうかもしれないと答えている。
西角は『パートII』のゲーム性は豊富だったとしつつも、前作のブームが去りつつあった時に売ったのは良くなかったと述べ、販売数もいまいちだったと振り返っている。
日本でコンピュータプログラムに著作権が認められるきっかけとなった作品である。

リターン オブ ザ インベーダー （1985年）
外部開発（音楽のみタイトー開発）でタイトー販売された作品。自機のパワーアップやボーナスステージを採用している。独特な色使いのインベーダー群に加え、移動方法も従来の横移動のほかに回転しながら侵略する面もある。
マジェスティックトゥエルブ （1990年）☆（副題・スペースインベーダーパートIV）
ステージの分岐やボスキャラが採用されている。ボーナスステージの「キャトルミューテーション」（UFOが家畜の牛などを殺したり連れ去ったりするとされる事件をモチーフ）が印象的。
『インヴィンシブルコレクション』には海外版『Super Space Invaders '91』と共に収録。
スペースインベーダーDX （1994年）
前年にスーパーファミコンで、スペースインベーダーの誕生15周年を記念して発売された復刻版のヒットを受けて登場。アーケード版では、タイトーのゲームのキャラクターに置き換えたパロディモードを追加。なお本作は縦画面ではなく横画面仕様で開発発売された。
1. ニュージーランドストーリー
2. フェアリーランドストーリー
3. バブルボブル
4. レインボーアイランド
5. ミズバク大冒険
6. アルカノイド
7. 奇々怪界
8. ダライアス
9. ドンドコドン

9面をクリアすると2面に戻り、そこから繰り返す。
『インヴィンシブルコレクション』へは特装版にのみ収録された。
あっかんべぇだぁ〜 （1995年）
セルフパロディ作品で、様々なタイトーキャラが登場している。
スペースインベーダーアニバーサリー （2003年）
PlayStation 2用ソフトからアーケード版へのコンバート。PlayStation 2版では横画面に対し、アーケード版は縦画面に修正されている。
スペースインベーダー QIX （2003年）
25周年記念として登場した2in1筐体。筐体の左右に両ゲームオリジナルのデザインが施されている。国内ではほとんど出回っておらず、主に海外向けに作られた。スペースインベーダーカラーをベースに再現。販売はナムコアメリカ。
スペースインベーダーCX （2009年）
CS番組の『ゲームセンターCX』とタイアップしたもの。有野課長ことよゐこの有野晋哉が音声（効果音）を担当している。期間限定で稼動していた。
SPACE INVADERS FRENZY （2018年）

米RAW THRILLS社との共同開発による、ガンシューティングゲーム風にアレンジした作品。モニターは108インチの大型薄型LEDモニターを採用。北米で先行して稼動を開始し、国内では2017年12月の一部のタイトーステーション店舗での先行稼働を経て、2018年2月に全国稼動開始。

## 移植作品

### インベーダーブーム時代
- 1980年に アタリの『Atari 2600』へ移植され、同機種のキラーソフトとなった。
  - 一面あたりのインベーダーの数は縦に6段、横に6列の計36、インベーダーのデザインは1列ごとに異なっている。また、ハードの性能上、前述の名古屋撃ちやレインボーはできない。
- エポック社のテレビゲーム機からは、『 テレビベーダー』（カセットビジョン版のタイトルは『バトルベーダー』）が発売された。設定上は48体のインベーダーが存在し、一番下にいる敵を倒すと後ろに隠れている敵が出現（プログラム上は一歩上に後退するだけ）、すなわち6発分の耐久力のついた8体のインベーダーを全て倒していくと言う内容になっている[82]。
- 電子ゲーム版も、学研やバンダイなどから発売された。

### 後世の移植
- 家庭用ゲーム機ソフトとしてあらゆるハードに移植されている。1990年以降はフィーチャーフォンやスマートフォンなど、パーソナルデジタルデバイス用アプリケーションにも移植されている（後述）。
- アーケード版は縦画面であったが、家庭用では横画面向けに画面構成が再構成されている（『DX』を除く続編でも同様、またイーグレットツー ミニ版を除く）。
- 2010年にタイトーのコンシューマーゲーム事業が親会社であるスクウェア・エニックスに集約されたことを受け、以降2019年までにリリースされたソフトについては、スクウェア・エニックスが販売とサポートを担当した（2020年にリリースした『スペースインベーダー インヴィンシブルコレクション』以降にリリースされた作品は、前年にタイトーがコンシューマーゲーム事業に再参入したことを受け、再びタイトーが販売を受け持つ）。

デジタルデバイス版
アプリケーションゲームについては全てタイトーがリリース。
フィーチャーフォン（携帯電話）用アプリケーションゲーム（携帯電話ゲーム）
スマートフォン（iPhone / iPod touch）用アプリケーションゲーム
アナログボードゲーム版
米メーカー「612 Entertainment」から、『SPACE INVADERS - THE BOARD GAME』のタイトルで2020年に発売（厳密には「スペースインベーダーのテイストを活かした」ボードゲーム）。タイトーは「開発協力」名義。
タイトー自身も2020年発売の『スペースインベーダー インヴィンシブルコレクション』特装版に、上記版とは異なるボードゲーム『スペースインベーダー インヴィンシブルボードゲーム』を同梱した。

### 作品タイトルリスト
| No. | タイトル                                                                 | 発売日                   | 対応機種                                             | 開発元               | 発売元                     | メディア                        | 型式                           | 備考                                                                             | 出典                    |
| --- | ------------------------------------------------------------------------ | ------------------------ | ---------------------------------------------------- | -------------------- | -------------------------- | ------------------------------- | ------------------------------ | -------------------------------------------------------------------------------- | ----------------------- |
| 1   | Space Invaders                                                           | 1980年                   | Atari 2600                                           | アタリ               | アタリ                     | ロムカセット                    | -                              |                                                                                  |                         |
| 2   | スペースインベーダー                                                     | 1985年                   | SG-1000                                              | セガ                 | セガ                       | 128キロビットロムカセット       | G-1045                         |                                                                                  |                         |
| 3   | スペースインベーダー                                                     | 1985年4月1日             | MSX                                                  | タイトー             | ニデコム                   | ロムカセット                    | -                              |                                                                                  |                         |
| 4   | スペースインベーダー                                                     | 1985年4月17日            | ファミリーコンピュータ                               | タイトー             | タイトー                   | ロムカセット                    | 01 TF-4500                     |                                                                                  |                         |
| 5   | スペースインベーダーズ 復活の日                                          | 1990年3月2日             | PCエンジン                                           | タイトー             | タイトー                   | 2メガビットHuCARD               | TP02008                        |                                                                                  |                         |
| 6   | スペースインベーダーズ                                                   | 1990年3月30日 1994年10月 | ゲームボーイ                                         | タイトー             | タイトー                   | 256キロビットロムカセット       | DMG-SPA                        | 対戦型                                                                           |                         |
| 7   | スペースインベーダー90 Space Invaders'91                                 | 1990年9月7日 1991年      | メガドライブ                                         | タイトー             | タイトー                   | 2メガビットロムカセット         | T-11053 11036                  |                                                                                  |                         |
| 8   | スペースインベーダー                                                     | 1992年                   | PC-9801                                              | タイトー             | ウィズ                     | 5インチフロッピーディスク       | -                              |                                                                                  |                         |
| 9   | スペースインベーダー The Original Game                                   | 1994年3月25日 1997年11月 | スーパーファミコン                                   | タイトー             | タイトー                   | 2メガビットロムカセット         | SHVC-IC SNS-IC-USA-1           |                                                                                  |                         |
| 10  | スペースインベーダー The Original Game                                   | 1995年7月28日            | PCエンジンスーパーCD-ROM²                            | NECアベニュー        | NECアベニュー              | CD-ROM                          | NAPR-1050                      |                                                                                  |                         |
| 11  | スペースインベーダー バーチャルコレクション                              | 1995年12月1日            | バーチャルボーイ                                     | タイトー             | タイトー                   | ロムカセット                    | VUE-P-VSPJ                     |                                                                                  |                         |
| 12  | スペースインベーダー                                                     | 1996年12月13日           | セガサターン                                         | タイトー             | タイトー                   | CD-ROM                          | T-1107G                        |                                                                                  |                         |
| 13  | スペースインベーダー                                                     | 1997年7月31日            | PlayStation                                          | タイトー             | タイトー                   | CD-ROM                          | SLPS-00940                     |                                                                                  |                         |
| 14  | スペースインベーダー2000                                                 | 1998年12月3日            | PlayStation                                          | タイトー             | タイトー                   | CD-ROM                          | SLPM-86153                     | 廉価版                                                                           |                         |
| 15  | スペースインベーダー                                                     | 1999年5月13日            | ワンダースワン                                       | サンソフト           | サンソフト                 | ロムカセット                    | SWJ-SUN002                     |                                                                                  |                         |
| 16  | スペースインベーダーX                                                    | 2000 2000年2月17日       | PlayStation                                          | タイトー             | アクティビジョン タイトー  | CD-ROM                          | SLPM-86419                     |                                                                                  |                         |
| 17  | スペースインベーダーX                                                    | 2000年 2000年9月29日     | ゲームボーイカラー                                   | タイトー             | アクティビジョン タイトー  | ロムカセット                    | DMG-BSIJ                       |                                                                                  |                         |
| 18  | スペースインベーダー                                                     | 2001年1月18日            | Java搭載iモード                                      | タイトー             | タイトー                   | ダウンロード （げ～むタイトー） | -                              |                                                                                  | [ 86 ] [ 87 ]           |
| 19  | SIMPLE1500シリーズ Vol.73 THE インベーダー 〜スペースインベーダー1500〜  | 2001年9月27日            | PlayStation                                          | D3パブリッシャー     | D3パブリッシャー           | CD-ROM                          | SLPM-86900                     |                                                                                  |                         |
| 20  | スペースインベーダーEX                                                   | 2002年8月2日             | ゲームボーイアドバンス                               | タイトー             | タイトー                   | ロムカセット                    | AGB-AIDJ-JPN                   |                                                                                  |                         |
| 21  | スペースインベーダー                                                     | 2003年5月8日             | BREW対応機種 （EZアプリ）                            | タイトー             | タイトー                   | ダウンロード                    | -                              |                                                                                  | [ 88 ]                  |
| 22  | スペースインベーダーアニバーサリー                                       | 2003年7月31日            | PlayStation 2                                        | タイトー             | タイトー                   | CD-ROM                          | TCPS-10069                     |                                                                                  | [ 89 ] [ 90 ] [ 91 ]    |
| 23  | スペースインベーダー 筐体型コントローラ同梱セット                        | 2003年9月25日            | PlayStation 2                                        | タイトー             | タイトー                   | CD-ROM                          | TCPS-10074                     |                                                                                  | [ 92 ]                  |
| 24  | スペースインベーダーDS                                                   | 2005年3月24日            | ニンテンドーDS                                       | ドリームス           | タイトー                   | DSカード                        | NTR-AIRJ-JPN                   |                                                                                  | [ 93 ]                  |
| 25  | スペースインベーダー ポケット                                            | 2005年5月12日            | PlayStation Portable                                 | ドリームス           | タイトー                   | UMD                             | ULJM-05015                     |                                                                                  | [ 94 ]                  |
| 26  | タイトーメモリーズ 上巻                                                  | 2005年7月28日            | PlayStation 2                                        | タイトー             | タイトー                   | DVD-ROM                         | SLPM-66057                     | 『スペースインベーダー・カラー』収録                                             |                         |
| 27  | タイトーメモリーズ 下巻                                                  | 2005年8月25日            | PlayStation 2                                        | タイトー             | タイトー                   | DVD-ROM                         | SLPM-66092                     | 『スペースインベーダー（モノクロ）』収録                                         |                         |
| 28  | スペースインベーダー ギャラクシービート                                  | 2005年9月22日            | PlayStation Portable                                 | タイトー             | マーベラスインタラクティブ | UMD                             | ULJM-05045                     |                                                                                  |                         |
| 29  | スペースインベーダーエクストリーム                                       | 2008年2月21日            | ニンテンドーDS PlayStation Portable                  | タイトー             | タイトー                   | DSカード                        | DS:NTR-YXXJ-JPN PSP:ULJM-05315 |                                                                                  |                         |
| 30  | SPACE INVADERS GET EVEN 〜逆襲のスペースインベーダー〜                   | 2008年8月26日            | Wii （Wiiウェア）                                    | キャトルコール       | タイトー                   | ダウンロード 専売               | RVL-WIVJ                       | 2019年1月31日 配信・販売終了                                                     | [ 95 ] [ 96 ]           |
| 31  | スペースインベーダー エクストリーム2                                     | 2009年3月26日            | ニンテンドーDS                                       | タイトー             | タイトー                   | DSカード                        | NTR-CV8J-JPN                   |                                                                                  |                         |
| 32  | スペースインベーダー インフィニティジーン                                | INT 2009年7月28日        | iPhone iPod touch                                    | タイトー             | タイトー                   | ダウンロード                    | -                              |                                                                                  | [ 97 ]                  |
| 33  | スペースインベーダーエクストリームZ                                      | 2009年11月4日            | ニンテンドーDSi                                      | タイトー             | タイトー                   | ダウンロード                    | -                              | 2010年7月9日に無料アップデート実施                                               |                         |
| 34  | SPACE INVADERS for NESiCAxLive                                           | 2011年3月10日            | アーケード(NESiCAxLive)                              | タイトー             | タイトー                   | ネットワーク型サービス          | -                              |                                                                                  |                         |
| 35  | スペースインベーダーエクストリーム for Steam                             | INT 2018年2月13日        | Windows ※ Steam クライアントソフトのインストール必須 | タイトー             | タイトー                   | ダウンロード (Steam)            | -                              |                                                                                  |                         |
| 36  | スペースインベーダー インヴィンシブルコレクション                        | 2020年3月26日            | Nintendo Switch                                      | ゴッチテクノロジー   | タイトー                   | ゲームカード ダウンロード       | -                              | パッケージ版は特典品を同梱した「特装版」も別途発売                               | [ 99 ] [ 100 ]          |
| 37  | スペースインベーダー フォーエバー                                        | 2021年6月17日            | Nintendo Switch PlayStation 4                        | 移植担当企業は未発表 | タイトー                   | ダウンロード 専売               | -                              | Switch版については、実質的に『インヴィンシブルコレクション』の少数セレクション版 | [ 101 ] [ 102 ] [ 103 ] |
| 38  | スペースインベーダー インヴィンシブルコレクション スペシャルエディション | 2021年7月26日            | Nintendo Switch                                      | ゴッチテクノロジー   | タイトー                   | ゲームカード ダウンロード       | -                              | 特装版をベースに同梱特典品を省き 特装版限定2作品を正式収録した版                 | [ 104 ]                 |
| 39  | スペースインベーダー                                                     | 2022年3月2日             | イーグレットツー ミニ                                | 移植担当企業は未発表 | タイトー                   | プリインストール                | -                              | 本体に収録されている40作品の一つ                                                 |                         |
| 38  | スペースインベーダー90                                                   | 2024年6月13日            | Nintendo Switch                                      | エムツー             | タイトー                   | ダウンロード                    | -                              | メガドライブ版の移植                                                             |                         |

### 各機種版の解説
下に記載したソフトのうち、Wiiショッピングチャンネルで販売されていた配信ソフト全般（Wii版バーチャルコンソール・Wiiウェア）については、2019年1月31日をもってサービス（配信・販売）が終了している。後述する『スペースインベーダー インヴィンシブルコレクション』に何らかの形で収録されている作品については、付記形式で言及。
Atari 2600版
SG-1000版
MSX版
ファミリーコンピュータ版
PCエンジン版『スペースインベーダーズ 復活の日』
移植版の「本家」とリメイク版の「分家」から選択可能。「分家」では攻撃アイテムの登場やステージごとにインベーダーや自機の切り替わり、シールドが0の状態で被弾するとゲームオーバーで、いわゆる「残機数」はコンティニュー回数と同様の扱いのシールド制の導入によって、ある程度『マジェスティックトゥエルブ』に近いシステムになっている。
2008年12月2日よりWiiのバーチャルコンソール向けに600Wiiポイントで配信された。
ゲームボーイ版 『スペースインベーダーズ』
アーケード版を踏襲した内容であり、オリジナル要素はなくただゲームボーイで再現できるなりのスペックとなっている。10面クリアと20面クリアでコーヒーブレイク画面が表示され、30面クリアでエンディングとなる。
日本版より4年遅れた94年に発売された海外版はスーパーゲームボーイに対応しており、起動すると専用カラーとピクチャーフレームが割り当てられた「SUPER GAME BOY」モードと、当時海外では未発売だったスーパーファミコン版から対戦要素を除いた「ARCADE」モードを選択してプレイできるようになる。
メガドライブ版『スペースインベーダー90』
『インヴィンシブルコレクション』へは、2019年7月にAmazon.co.jpのセール「プライムデー」で時間限定で予約を受け付けた「Amazon プライムデー限定商品」を予約したユーザーのみ、発売日以降ダウンロード配信権が付加された版が購入できた。
PC-9801版
スーパーファミコン・PCエンジンスーパーCD-ROM²版『スペースインベーダー The Original Game』
白黒、カラー、カラーセロファンの画面を再現したものや2人対戦モードを搭載。PCE版はオリジナルの対戦モードとそこに流れる挿入歌、面ごとに背景が変わるおまけモードが収録されている。
Wiiのバーチャルコンソール向けにSFC版が2008年9月16日、PCE SCD版が2009年3月3日より配信された。
Wii U版バーチャルコンソール向けにSFC版が2016年10月12日より配信されている。現在バーチャルコンソールで新規にプレイできるのは、このWii U版が唯一。
バーチャルボーイ版『スペースインベーダー バーチャルコレクション』
バーチャルボーイの仕様により、赤一色の画面になっている。
PlayStation版『スペースインベーダー2000』
タイトー45周年記念ソフト（同名の携帯電話アプリのパチスロがある）。前年に発売されたPS版『スペースインベーダー』の廉価版に相当し、全5面をクリアするまでの秒数を競う「タイムアタックモード」が追加されている。クリアした時は、総タイムの他にショットの命中率も表示される。
なお、このソフトにはタイトーの他のゲーム『電車でGO!2』と『Gダライアス』の体験版、『サイドバイサイドスペシャル』『Gダライアス』『電車でGO!』の特典ムービーが追加収録されている。また、ゲームディスクの音楽トラックにタイトーの歴代シューティングゲームの1面BGMが多数収録されている。
ワンダースワン版
開発、発売はサンソフト。
PlayStation・ゲームボーイカラー版『スペースインベーダーX』
電子ゲーム版（バンダイ）
バンダイより発売。キーチェーンタイプの携帯ゲームであり、背景にセロファンタイプを意識したり『インベーダー』のタイプが列によって違う等、液晶ゲームでありながらオリジナルを再現している。
電子ゲーム版（ヒロ）
バンダイ版と同じくキーチェーンタイプの携帯ゲーム。バンダイ版と異なり、インベーダーは全て同じキャラになっている。
PCタイピングソフト『SPACE INVA打!! 〜タイプしないとタマが出ない〜』
タイトルどおり、タイピングソフトとなっている。
携帯アプリ版（iアプリ・パナソニック）
パナソニックのPシリーズ専用サイトでPシリーズユーザー向けに無料で配信されていた。基本的にオリジナルのカラー版を再現している。
PlayStation版『THE インベーダー 〜スペースインベーダー1500〜』
SIMPLEシリーズとして発売された廉価版。
ゲームボーイアドバンス版『スペースインベーダーEX』
PlayStation 2・ニンテンドーゲームキューブ版『スペースレイダース』
人間をプレイヤーキャラクターにしたシリアスな雰囲気を持った作品。ゲームシステムは『スペースインベーダー』そのものになっている。
PlayStation 2版『スペースインベーダー アニバーサリー』
生誕25周年記念ソフト。筐体型コントローラ同梱セットも発売された。
ニンテンドーDS版『スペースインベーダーDS』
上画面をゲーム画面、下画面を操縦桿やアイテム画面に設定。New AGE ver モードを搭載。ニンテンドーDS初のシューティングゲーム。
PlayStation Portable版『スペースインベーダーポケット』
PlayStation Portable版『スペースインベーダー ギャラクシービート』
発売はマーベラスインタラクティブ（現・株式会社マーベラス）。タイトーは開発に、ほぼ関与していない。
ニンテンドーDS・PlayStation Portable・Xbox 360（XBLA）版『スペースインベーダーエクストリーム』
生誕30周年記念ソフト。EXITのスタッフが中心となって開発。背景がグラフィカルになり、BGMとSEがリンクし合う音楽ゲームの要素を含んでいる。また、アルカノイドDSと同様に「パドルコントローラDS」にも対応している。PSP版はDS版とは趣向が少し異なる。2008年2月21日に発売。また、2009年5月9日よりXbox 360のXbox live arcadeにてダウンロード専用ソフトとして配信された。Xbox LiveによるVS対戦や協力プレイ、スコアアタック対戦が可能なほか、ビジュアルもHD画質になっている。
2018年2月13日にはSteamにてWindows向けに配信した。こちらは「スペースインベーダー40周年記念タイトル」としてのリリース。『インヴィンシブルコレクション』・『フォーエバー』へは、この版をベースとしたものが収録されている。
Wii版（Wiiウェア）『スペースインベーダーゲットイーヴン 〜逆襲のスペースインベーダー〜』
2008年8月26日から配信開始。開発はキャトルコール。
「ゲットイーヴン（get even）」とは「借りを返す」という意味。スペースインベーダー側になって地球上の兵器を倒していくという従来とは違った視点でのアクションゲームとなっている。
携帯アプリ版『スペースインベーダーインフィニティジーン』（iPod touch、iPhone、Android、PS3（PSN）、Xbox 360（XBLA））
従来の『スペースインベーダー』の抽象的なレトログラフィックと、近代シューティングゲームのシステムを組み合わせた作品。ステージが進行していくことによって、機体の変化や自由移動、地形の出現、巨大戦艦などが現れるなど、ゲームシステムが進化していく。『レイフォース』などのレイシリーズのロックオンレーザーや、『メタルブラック』のアイテムも登場する。音楽はZUNTATAが担当。ニコニコ動画のタイトーチャンネルでもプレイ動画が配信された。
後に、iPhone/iPod touch版、並びにAndroid版（auスマートパス会員向け専用版を含む）がそれぞれ配信された。こちらはさらに各種演出や機能が上がっている。また、Playstation networkおよびXbox Live arcard用ソフトとしても配信されている。
PS3版ではPS3本体に保存してある音楽をステージBGMに設定してプレイ出来るモードあり。
本作グラフィック面の流れを汲んだ作品に『グルーヴコースター』がある。
ニンテンドーDS版『スペースインベーダーエクストリーム2』
『スペースインベーダーエクストリーム』の続編。2009年3月26日発売。ステージのノリを強化し、新たにビンゴによるボーナスなどをいれ、音楽性も含めて以前よりクールでポップな方向へ進んだ。パドルコントローラーDS対応。変わった趣向の一つとして、UFO-COという少女キャラを一部のステージに配している点がある（デザインはみなづきふたごが担当）。
ニンテンドーDSi版『スペースインベーダーエクストリームZ』
『スペースインベーダーエクストリーム2』の一部仕様を変更したニンテンドーDSiウェア用ソフト。ステージ分岐が無くなり、エクステンドを廃している。

Nintendo Switch版『スペースインベーダー インヴィンシブルコレクション』
生誕40周年記念ソフト。本来の40周年は2018年だったが諸般の事情によりリリースは2020年となった。初代『スペースインベーダー』（AC版）を始めとした歴代作品から厳選された数作品（通常版6タイトル8バージョン、特装版9タイトル11バージョン収録、ほか別注版に1タイトル）が一まとめされ、パッケージソフト化・販売された（ダウンロード版も同時リリース）。
収録作品中には#ブーム後に記載したイベント用ゲーム『スペースインベーダー ギガマックス』をベースに、家庭用ゲーム用として最大4人のマルチプレイを可能にするなどしたアレンジ版『スペースインベーダー ギガマックス 4 SE』やデジタルデバイス版『アルカノイド vs インベーダー』が初移植収録（『アルカノイド vs インベーダー』はスペシャル特典タイトルで、ダウンロード必須）。さらに特装版には西角友宏が開発に関わったが本作とは直接関係は無いアーケードゲーム2作『スペースサイクロン』・『ルナレスキュー』も収録されている。
2021年には特装パッケージ版に同梱された特典品を省き、『スペースサイクロン』・『ルナレスキュー』を正式収録ラインナップに加えた「スペシャルエディション」もリリースされた。
Nintendo Switch版 / PlayStation 4版『スペースインベーダー フォーエバー』
PS4へは初移植となる『スペースインベーダーエクストリーム』・『～ギガマックス4 SE』・『アルカノイド vs インベーダー』3タイトルを収録。
イーグレットツー ミニ版
タイトーが何らかの形で関わったアーケードゲームを多数収録した「復刻系ゲーム機」の1タイトルとして収録。収録作のなかでもっとも古い作品。内蔵の液晶画面を回転する機構があり、アーケード版と同じの「物理的な縦画面」でのプレイが可能。カラー版を収録。

## 評価
| 項目  | キャラクタ | 音楽 | お買得度 | 操作性 | 熱中度 | オリジナリティ | 総合 |
| GB版  | 2.4        | 2.3  | 2.5      | 2.7    | 2.6    | 2.4            | 14.8 |
| MD版  | 2.7        | 2.6  | 2.3      | 2.8    | 2.7    | 2.6            | 15.6 |
| SFC版 | 2.9        | 2.8  | 3.7      | 3.4    | 3.2    | 2.8            | 18.7 |
| PCE版 | 3.3        | 3.3  | 3.3      | 3.4    | 3.6    | 2.6            | 19.4 |
| VB版  | 3.2        | 3.1  | 2.6      | 3.1    | 2.9    | 2.6            | 17.5 |
| SS版  | 2.1        | 2.7  | 2.4      | 3.1    | 2.9    | 2.4            | 15.6 |
| PS版  | 2.9        | 3.1  | 3.2      | 3.3    | 3.1    | 2.6            | 18.2 |

アーケード版はゲーメストムック『ザ・ベストゲーム』（1991年）において、『ゲーメスト』読者による全アーケードゲームを対象とした人気投票で第40位を獲得した。巻末の「ビデオゲームフルリスト」の紹介文では、「いまだにこの作品を、知名度、売り上げともに抜くものがいないと言われるくらい有名。55匹の敵を左右移動の砲台で撃つというシューティングを確立した」と評されている。
ゲーメストムック『ザ・ベストゲーム2』（1998年）では『名作・秀作・天才的タイトル』と認定された「ザ・ベストゲーム」に選定され、ライターのがっちんは本作を「タイトーから発売された、ゲーム界に残る歴史的な名作」と位置付け、後のゲームはほぼ全て本作を基本として発展したと主張し、55匹の侵略者を左右移動可能な自機で撃ち落とすというシステムが単純であると指摘しながらも、本作がシューティングゲームを確立したと評価した。また、当時では斬新であった本作のゲームシステムが（当時として）「画期的であり」（プレイヤーたちに）「驚きと興奮を与えた」と指摘したほか、すべての筐体が本作で埋め尽くされた「インベーダーハウス」が存在したことを指摘、「もはや伝説となったインベーダーに匹敵する作品の出現は2度とないだろうとまで言われている」と総括した。ゲーム本『甦る 20世紀アーケードゲーム大全 Vol.1 アイデア満載! ユニークゲーム編』では、本作の元となったアタリの『ブレイクアウト』（1976年）が動作しないブロックを破壊するのに対し、本作では敵が左右に移動しながら攻撃してくる事が大ヒットの要因であると結論づけている。
移植版の評価は、ゲーム誌『ファミコン通信』の「クロスレビュー」において、メガドライブ版は合計23点（満40点）、スーパーファミコン版は6・4・6・5の合計21点（満40点）、PCエンジンSUPER CD-ROM²版は6・5・4・5の合計20点（満40点）とそれぞれ標準的な評価となったが、ゲームボーイ版は合計19点（満40点）、バーチャルボーイ版が4・4・4・3の合計15点（満40点）、セガサターン版は合計16点（満40点）、PlayStation版は合計17点（満40点）といずれも低評価となった。
徳間書店のゲーム誌における読者投票による「ゲーム通信簿」での評価は右記の通り、スーパーファミコン版が『ファミリーコンピュータMagazine』において合計18.7点（満30点）、PCエンジンSUPER CD-ROM²版が『PC Engine FAN』において合計19.4点（満30点）、PlayStation版が『PlayStation Magazine』において合計18.2点（満30点）とそれぞれ標準的な評価となったが、ゲームボーイ版は『ファミリーコンピュータMagazine』において合計14.8点（満30点）、メガドライブ版が『メガドライブFAN』において合計15.6点（満30点）、バーチャルボーイ版が『ファミリーコンピュータMagazine』において合計17.5点（満30点）となっている、セガサターン版が『SATURN FAN』において合計15.6点（満30点）といずれも低評価となった。

## 亜流「インベーダーゲーム」及びその関連
本項ではタイトースペースインベーダーを含む、それと類似したゲームの総称として当時頻繁に使われた『インベーダーゲーム』一般について取り扱う。

### スペースインベーダー亜流のもの

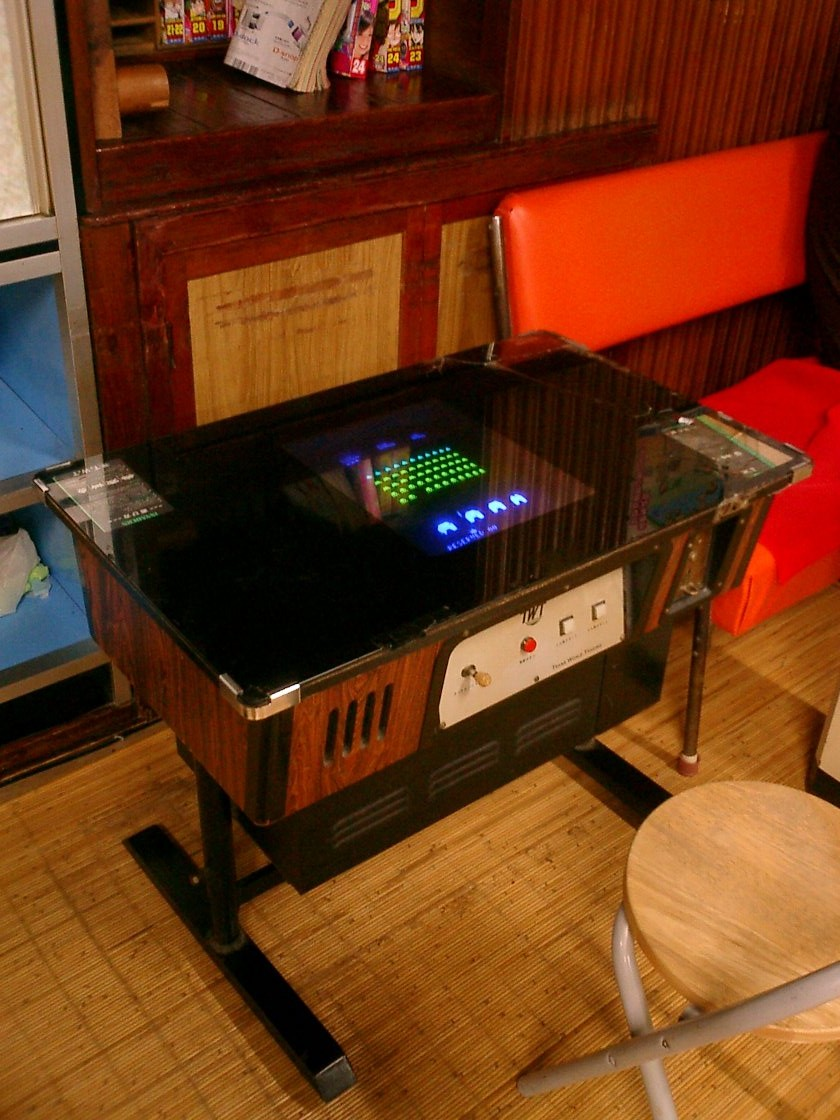
インベーダーゲームのコピー品（テーブル筐体）、京都市内の銭湯にて撮影。

亜流を製造したメーカーは50〜80社と言われる。内容はタイトーとほぼ同じではあるが、ハードウェアやソフトウェアの全てをそのままコピーしたデッドコピーと表現するしかないような物から、ゲーム内容が似せてあるだけで中身は独自に開発した物まであった。キャラクターデザインやUFOの動きなどをアレンジしたもの、文字表示をカタカナにしたもの、2in1筐体で遊べる等の差別化を行った製品が出るようになり、逆に独自技術で亜流を作ったメーカーの中には、ハード的制約で完全再現できないものまで存在していた。
マコト電子工業の『スーパー・インベーダー』、ウコー・コーポレーションの『ファイティングミサイル』（スペースミサイル）、ワールドベンディングの『インベーダーウォーズ』、日本物産の『ムーンベース』、アイ・エヌ・ジ・エンタープライゼスのコピーゲームに対する損害賠償請求訴訟は、ゲーム業界初期の知的財産トラブル事例とされる。プログラムを勝手にコピーすることは犯罪であるという判例がきっかけとなり、著作権法の一部が改正された。
亜流作品を以下に挙げる。
スペースフィーバー（任天堂レジャーシステム）
敵の配置に3つのモードがある、敵が12列おり他社製品よりも小さい、画面上部に残機やクレジットの表示、画面下部にスコア表示など画面構成が大きく異なる、UFO撃墜時など各フィーチャー時に簡単なBGMがあるなど（ゲームオーバー時にはベートーヴェン『交響曲第9番』のワンフレーズが流れる）など、他の亜流と比べ特徴が多い。モノクロ版とカラー版があり、カラー版ではUFOが虹色表示される。ミニアップライト筐体が玩具店にリース設置されることが多かった。開発は後にファミリーコンピュータを作る上村雅之、プログラムは『ドンキーコング』の池上通信機、キャラクターと筐体のデザインは宮本茂が担当した。
続編として敵もUFOも分裂する「SFハイスプリッター」を出している。後に『ポケットカメラ』のミニゲームとして『スペースフィーバーII』が登場したが、そちらは『ギャラクシアン』『ギャラガ』に近い。
コスミックモンスター（ユニバーサル）
初代と『II』を出しているが、流通数は圧倒的に『II』が多いので、単に『コスミックモンスター』と言えば『II』を指す。『II』の特徴は敵の配置が下から10、10、20、20、20点となっている事で、UFO（100〜1000点）を撃ちのがすと30点の敵が補充される。
スペースアタック（セガ）
各キャラに固有の色がある（背景が青く、黒色の敵が存在する）、UFOが最後に襲撃してくる、点数が10点でなく100点単位である等の特徴を持つ。しかし名古屋撃ちが出来なかったり、最終的には初期位置が「名古屋撃ち」状態まで下がり配色の関係上モノクロモニターでの稼働に向かなかったという、導入障壁のために出回りが悪かった。
続編として敵をさらに複雑化した『インビンコ』を出した他、別述の『スペースフィーバー』『スペースアタック』も製造・発売していた。
スペースキング（レジャック）
タイトーのキャラ、コンパネ、文字（カタカナにした）だけを変えたもの。
スペースストレンジャー（豊栄産業）
通称減点インベーダー。トーチカを撃つと50点減点される（ただし0点未満にはならない）ことが大きな特徴。しかしこの減点は不評だったため、後期バージョンでは減点しなくなっている。またUFOが方向転換をして撃墜しにくくなっている。名古屋撃ちは通用しない。
スペースファイター（データイースト）
敵が14列で、UFOが画面上部を常に往復していて5発で破壊され（得点は、1発当てるごとに10→20→30→40→破壊され50点、あるいは5発目で破壊され200点）、タイトー版とは最も違いがある。また複数のゲームが遊べる等、筐体のバージョンも多かった。『mkII』と題されたバージョン（画面上のタイトル表記は『スペースファイター』のみ）以降は、敵を全滅させるとUFOが攻撃しながら下りてきて、最下段まで達するとゲームオーバーになる。
ムーンベース（日本物産）
基本はタイトー版の改造だが、最大の特徴はほとんど画面に出っ放しのUFOで、2プレイヤー側のレバーで移動したりミサイルを発射できる。バージョンも幾つかあり、白黒画面の『ムーンベース』、カラー画面の『ムーンベースSPECTOR』、『スペースインベーダーパートII』のコピーである『ムーンベースZETA』、サンリツ電機から発売された『メロディーパート3』と同内容の『スーパームーンベース』などが発売された。また、『ムーンベース』のアーケードフライヤーと筐体にはジョージ・ルーカス作品の『スター・ウォーズ』に登場するダース・ベイダーのイラストが無断使用されているほか、インストラクションカードには『さらば宇宙戦艦ヤマト 愛の戦士たち』に登場する白色彗星帝国のイラストが無断使用されている。1980年に発行された企業案内パンフレットには日本物産のオリジナル作品として京都の製造工場とともに『ムーンベース』が写真付きで紹介されているほか、『スペースインベーダー』のキャラクターを無断使用した日本物産直営のゲームセンターも確認できる。
メロディーパート3（サンリツ電機）
この名前はインストラクションカードの表記で、デモ画面の表示には『SPACE WAR』『MUSIC INVADER』の2種類がある。各フィーチャー時に簡単なBGMがあり、例えば点滅UFO撃墜時にはピンクレディーの『UFO』、自機を失うと細川たかしの『心のこり』（歌詞の内容にかけている）などが流れる。1面クリア時に1000点以上のスコアだと、ハイスコアでなくてもネームエントリーが出来る。
ゴールデンインベーダー（シグマ）
タイトーとルール上の差異はほとんどない。自社の直営店のゲームセンター専用だったので、他のゲームセンターには置いていなかった。
ギャラクシーフォース（サン電子）
同名のセガのゲームやトランスフォーマーのアニメとは無関係。
スペースコンバット（ジャパンレジャー）
同社の初ゲーム作品。
ビームインベーダー（テクノン工業）
シャトルインベーダー（大森電機）

イントルーダー（ショウエイ）

ロータリースペースファイター（関西企業）

スペースエージェント（バーリーサービス）

バーリーインベーダー（日本バーリー電子機器）

アタックUFO（菱藤電機）

ギャラクシーフォース（岐阜特機）

### スペースインベーダー基板を流用したもの
ブーム後にナムコから『ギャラクシアン』が出たが、『ギャラクシアン』の基板は一つのキャラに複数の色が付けられる画期的なもので、中小メーカーはこぞって『ギャラクシアン』基板の流用ゲームを出した。タイトーも『ギャラクシアン』に匹敵する基板を既に開発していたが、『インベーダー』基板が大量に残り、廃棄するのも無理があったので、営業部門の上層部から、『インベーダー』基板のROMだけ差し替え、別のゲームを作ることを命じられた。このため1979年から1981年にタイトーから出たゲームの色や音は、工場で新造されたものは独自の仕様だったが、インベーダー基板を流用したものは、色と音（当時はまだシンセサイザーがなく、抵抗器を一つ一つ付け、『インベーダー』の場合8種類の音が用意されていた）の両方または片方が、『インベーダー』と同じままだった。タイトーがインベーダー基板を流用したゲームを作っている間にスプライトが一般的になり、動きの激しいゲームが実現したことで、ちょっと後れを取ってしまったと西角は2019年のインタビューで振り返っている。その一方、ROM交換で新作を出したことで、ゲームセンターの経営者からはタイトーが面倒見の良い企業だと受け止められ、営業から感謝されたと、西角は語っている。
『ルナレスキュー』の時点ではROMの交換のみだったが、やがてそれだけでは厳しくなり、『バルーンボンバー』（1980年）では基板の改造やサブボードの追加が行われた。
西角が2019年のインタビューで語ったところによると、タイトーのみで10作品がインベーダー基板の流用だという。
基板を流用したゲームは、主に以下のタイトルなどが挙げられる（メーカーにリンクがあるものは後述）。
タイトー
スペースチェイサー
スペースモンスター
バルーンボンバー
ルナレスキュー
ルパン三世
ウイング
アドベンチャー
与作とドン平
SNK
アトムスマッシャー
オズマウォーズ
レジャック
カミカゼ / Astro Invader
スペースウォー
その他のメーカー
スペーシアン（タートル）
ギャラクシーウォーズ（ユニバーサル）
ブラックビートルズ（電気音響）
ローリングクラッシュ（日本物産）

### スペースインベーダーの影響を受けたゲーム
バルーンボンバー（タイトー）
西角の作品。横に動く敵が徐々に下がって来る点が『スペースインベーダー』と全く同じだが、列車砲の下の土台が敵の風船爆弾によって破壊されると、移動範囲が狭くなってしまう。
第三惑星（サン電子）
障害物を避けながら、地球に攻めてくる敵を倒す内容は『スペースインベーダー』と同じだが、敵の位置関係が上下左右に広がっている。また日本のアーケードテレビゲームで初めて、三回破壊でなく、部分ダメージ三回被弾でゲームオーバーとなった。基板はインベーダーのコピー『ギャラクシーウォーズ』と同じ。
シェリフ（任天堂レジャーシステム）
『第三惑星』同様、ゲームの位置関係が上下左右に広がったもの。基板は『スペースフィーバー』と同じ。
ギャラクシーウォーズ（ユニバーサルエンターテインメント）
ミサイルを操作してUFOを撃ち落とす。『スペースインベーダー』からの流用が重視された構造で、『スペースインベーダー』からはROM交換だけで対応可能で、3種類の効果音も全て流用。別述の『コスミックモンスター』がタイトーと裁判になった為、和解に伴う見返りとしてタイトーにもライセンスされた。『ヘッドオン』と共にポスト・インベーダーを狙った作品として知られたが、結局その存在は『ギャラクシアン』に隠れてしまった。またオリジナル基板はセキュリティが高かったが、タイトーにライセンスされたことでセキュリティの存在しないタイトー基板が出回ることとなり、タイトー版を元としたコピーが多数作られることとなった。
西角は2019年のインタビューの中で、ゲーム性などが考慮されていてユニークだったと語っている
与作とゴン平（ジャトレ）
北島三郎の歌『与作』をモチーフとした作品で、与作が木を切るまでに木にとまっているカラスを全て撃ち落すのが目的であり、切り終えると『与作』が2小節鳴ってゲームオーバーとなる。カラスは『インベーダー』の様に編隊を組んでいるが、動かずに点滅している。消えている時は弾が通っても死なず、また動かないので同じ横座標ばかりに糞（弾）を落とすため、『インベーダー』と比べて難易度は高い。一般にはデモ画面に表示される「与作」二文字が通称となっている。内容が全く同じ『与作とドン平』（ウイング）が存在するが、両作とも製作はヨリイエレクトロニクス（斉藤好考社長）で、販売が2社からされたというだけで、どちらかが海賊版というわけではない。定価は『与作とゴン平』（ジャトレ）が、35万8千円、『与作とドン平』（ウイング）が51万5千円となっている。
キャラデザイン等を変えたコピーゲーム、『権平』（豊栄産業）が存在する。
『与作とドン平』は、ELEC GAMEシリーズとしてシンセイ（新正工業）より電子ゲームに移植されている。
コスミックゲリラ（ユニバーサル）
『インベーダー』同様トーチカやUFO、姿も動き（『インベーダー』は4拍子だったが、こちらの敵は8拍子）もカニに似た敵が登場するが、敵の目的は画面下部への侵略でなく、中央のブロックを運んで砲台を持ち去る。砲台が端まで持ち去られると、被弾しなくても一回ミスとなる。
カミカゼ（コナミ）
「画面下部への侵攻を目指す多数の小型の雑魚キャラクター」「UFOという母船」「画面下部で左右にしか移動できない砲台」などは『インベーダー』と同じだが、画面上部から登場する雑魚キャラやUFOが地表に到達すると衝撃波を出し、これに触れても砲台がやられる、というゲーム内容になっている。基板はインベーダーのコピー『スペースキング』と同じ。
ギャラクシアン（ナムコ）
「ポスト・スペースインベーダー」というコンセプトで開発されたシューティングゲーム。
センティピード、ミリピード（アタリ→センチピードはサンリツ電気がライセンス販売）
自然と昆虫をモチーフにしたゲーム。それぞれネーミングは敵キャラクターのムカデとヤスデで、画面を左右往復しつつ降下してくる。最下部まで来ても侵略にはならず、多少上昇しつつ最下部で暴れまわる。『センティピード』の続編が『ミリピード』。
幻魔大戦（データイースト）
レーザーディスクを使用したゲーム。背景としては異例のアニメーション映像ゲームだが、バリヤーを張ることが可能でテレポートが出来る。
インター・ステラ（船井電機）
上記の『幻魔大戦』と同様、レーザーディスクを使用したゲーム。コンピュータグラフィックスを使用したゲームだが、斜面撃ちが出来る。
バトランティス（コナミ）
『インベーターブーム』直後ではなく、『アルカノイド』から始まったオールドゲームリメイクブーム時の作品（1987年7月）。中世ファンタジー風の舞台で、城壁上から地上の敵を撃つ。アイテムや大型のボスキャラも登場する。
また自社から発売したゲームに本作品の要素が登場するものがある。
バブルボブルシリーズ
ゲーム中のキャラを模したステージや敵が登場する。
ぽっぷんぽっぷ
1998年に発売されたタイトーの打ち上げ式パズルゲーム。消去対象となる風船の挙動が『スペースインベーダー』に準じたものになっている。
グルーヴコースター
2011年に発売されたタイトーの音楽ゲーム。同じレトロ調ベクターグラフィックスの表現を用いた『スペースインベーダー インフィニティジーン』のスタッフが手掛けた続編とも言える作品。ロゴマークにインベーダーがあしらわれており、正式に『スペースインベーダー』シリーズの一つとなっている。

## 大衆文化への影響
コンピュータゲーム以外にも、スペースインベーダーに影響を受けたことで、作品内にスペースインベーダーに関する要素が登場するものがある。

### 漫画・テレビ
ゲームセンターあらし
本ゲームが登場するだけでなく、インベーダーが主人公愛用の帽子のマークになるなど、この作品の象徴的な役割を担う。
ゼンダマン
第32話「弁慶サンだよ!ゼンダマン」で、ゼンダライオンのシステムメカがインベーダー軍団。アクダマンはアクダマメカ「ドンドンブリッジメカ」に搭載した砲塔でインベーダーを次々と撃破するが、UFOメカに気を取られた隙に最後のインベーダーにメカは撃破される。
ルパン三世 (TV第2シリーズ)
第93話は「万里の長城インベーダー作戦」。戦車がインベーダー風の画面を見ながら、ルパン一行を砲撃する。
少女探偵スーパーW
第14話はインベーダーゲームを流用した話。
ラブアタック!
本ゲームが流行した当時、「撃チン! 恋のインベーダー」というゲームが第1部のゲームとして使われた。

### 楽曲

DA PUMP「U.S.A.」のインベーダーダンス

Computer Game -Theme from the invader-（作曲・編曲：YMO、1978年11月）
本作と同時期に活動を開始。ファーストアルバム『イエロー・マジック・オーケストラ_』に収録。当初は実機より直接録音を試みたが、最終的にシンセサイザーでプレイ中のサウンドを再現し、トラックを作成した。
ディスコ・スペース・インベーダー（作詞・作曲：遠藤敬三、編曲・演奏：ファニー・スタッフ、エルボンレコード 、1979年1月25日）
タイトー協力のもと、実機のゲーム音声を使用した。1979年5月時点で12万枚を売り上げた。
インベーダーWALK（A面）/あいつはインベーダ（B面）（歌：マキ上田、1979年）
マキ上田は女子プロレスラーのタッグチーム「ビューティ・ペア」の一人。
スペース・インヴェイダー（Space Invader）（歌：エース・フレーリー、2014年）
元キッスのギタリストのソロ作品。アルバムのアートワークはケン・ケリーが手がけたもので「上方を向いた宇宙船」が描かれている。ファン・アートもいくつか製作された。
U.S.A.（歌：DA PUMP、2018年）

シングル曲。間奏部分でフォーメーションを組みながら素早くカニ歩きするパートは「インベーダーダンス」と呼ばれた。上記の『グルーヴコースター』にもswitch版『ワイワイパーティー!!!!』に収録されている。

### その他
BEMANI PRO LEAGUE
コナミアミューズメント主催のeスポーツ大会。タイトー運営のチーム『TAITO STATION Tradz』のロゴにモンスターが描かれている。